# عثمان إبراهيم
عثمان إبراهيم (بالإنجليزية: Usman Ibrahim)‏ (1 سبتمبر 1939 - ) سياسي من باكستان. ينتمي إلى الرابطة الإسلامية الباكستانية (ن). تولى منصب عضو الدورة الرابعة عشر في الجمعية الوطنية في باكستان منذ 1 يونيو 2013، وعضو الدورة ال 15 في الجمعية الوطنية في باكستان.
كان وزيرًا للإنتاج الحربي (3 مايو 2018 – 31 مايو 2018)، ووزير حقوق الإنسان (10 أكتوبر 2017 – 3 مايو 2018)، ووزير العدل والقانون (أغسطس 2017 – 10 أكتوبر 2017)، ووزير الدولة للإسكان والعمال (يونيو 2013 – يناير 2014).